# Отмар Гаццарі
Отмар Гаццарі (італ. Otmar Gazzari, нар. 1905, Хвар  — пом. 1987, Загреб) —  італійський футболіст, що грав на позиції воротаря. Відомий виступами за клуби «Хайдук» і БСК. Триразовий  чемпіон Югославії. 

## Життєпис
З юнацьких років виступав у клубі «Хайдук» з міста Спліт. Дебютував у офіційному матчі в складі «Хайдука» 15 травня 1922 року у матчі чемпіонату Спліта проти «Спліта» (5:0). В середині 20-х років в команді почав грати молодший брат Отмара – Лоренцо, що грав у захисті. 
В 1927 році обидва брати здобули  з командою перший титул чемпіона Югославії. В короткотривалому турнірі для шести учасників «Хайдук» на два очки випередив белградський БСК. Отмар зіграв у всіх п'яти матчах змагань. По завершенні сезону чемпіон отримав можливість зіграти у новоствореному міжнародному турнірі для провідних клубів Центральної Європи – Кубку Мітропи. У першому раунді змагань «Хайдук» двічі поступився віденському «Рапіду» (1:8, 0:1). 
Ще двічі Отмар був срібним призером югославського чемпіонату в 1924 і 1928 роках. Багаторазово ставав переможцем чемпіонату Спліта. Загалом у складі «Хайдука» він зіграв у 1922–1928 роках 165 матчів і забив 1 гол. Серед них 17 матчів у чемпіонаті Югославії, 28 матчів у чемпіонаті Спліта, 2 матчі у Кубку Мітропи, 2 матчі у Кубку югославської федерації, 165 ігор і 1 гол у інших турнірах і товариських матчах. 
У 1924 році у складі збірної міста Спліт (до якої, щоправда, входили лише представники «Хайдука») був фіналістом Кубок короля Олександра, турніру для збірних найбільших міст Югославії.
В 1928 році обидва брати перебралися на етнічну батьківщину, де виступали в клубі «Трієстина». Лоренцо так і залишився в Італії, а Отмар уже через рік повернувся в Югославію.
Виступав у клубі БСК, з яким ще двічі здобув звання чемпіона Югославії. У складі команди з Белграду зіграв 16 матчів у фінальних турнірах першості. 
Після завершення футбольної кар’єри займався бейсболом.

## Статистика виступів

### Статистика виступів у кубку Мітропи
| №                      | Розіграш               | Стадія                 | Дата та місце проведення | Команда 1              | Рахунок | Команда 2      | Голи |
| ---------------------- | ---------------------- | ---------------------- | ------------------------ | ---------------------- | ------- | -------------- | ---- |
| 1                      | 1927                   | 1/4                    | 14.08.1927 Відень        | Рапід (Відень)         | 8:1     | Хайдук (Спліт) | -8   |
| 2                      | 1927                   | 1/4                    | 21.08.1927 Спліт         | Хайдук (Спліт)         | 0:1     | Рапід (Відень) | -1   |
| Всього у кубку Мітропи | Всього у кубку Мітропи | Всього у кубку Мітропи | Всього у кубку Мітропи   | Всього у кубку Мітропи | 2       |                | -9   |

## Трофеї і досягнення
- Чемпіон Югославії: 1927 («Хайдук»),  1930-31, 1932-33 (БСК)
- Срібний призер чемпіонату Югославії: 1924, 1928
- Чемпіон футбольної асоціації Спліта[4]: 1922-23, 1923-24, 1924-25, 1926 (в), 1926 (о), 1927 (о)
- Срібний призер Кубка короля Олександра: 1924